# Rozhledna na Hradisku
Rozhledna na Hradisku, slovensky nazývaná také rozhľadňa Nolčovo nebo rozhľadňa na Hradisku, je malá rozhledna na kopci Hradisko v Turčianské kotlině v podhůří pohoří Velká Fatra na Slovensku. Nachází se na levém břehu řeky Váh v obci Nolčovo v okrese Martin a v Žilinském kraji.

## Další informace
Rozhledna na Hradisku je jednoduchá, nízká, dřevěná, příhradová a zastřešená rozhledna s výškou 5 m. Na vyhlídkovou plošinu vede dřevěné schodiště s 15 schody. Výhledy jsou směrem na Malou Fatru, Velkou Fatru, Turčianskou kotlinu a řeku Váh. Rozhledna byla postavena v roce 2020 za podpory peněz z EU, je celoročně volně přístupná.

## Galerie

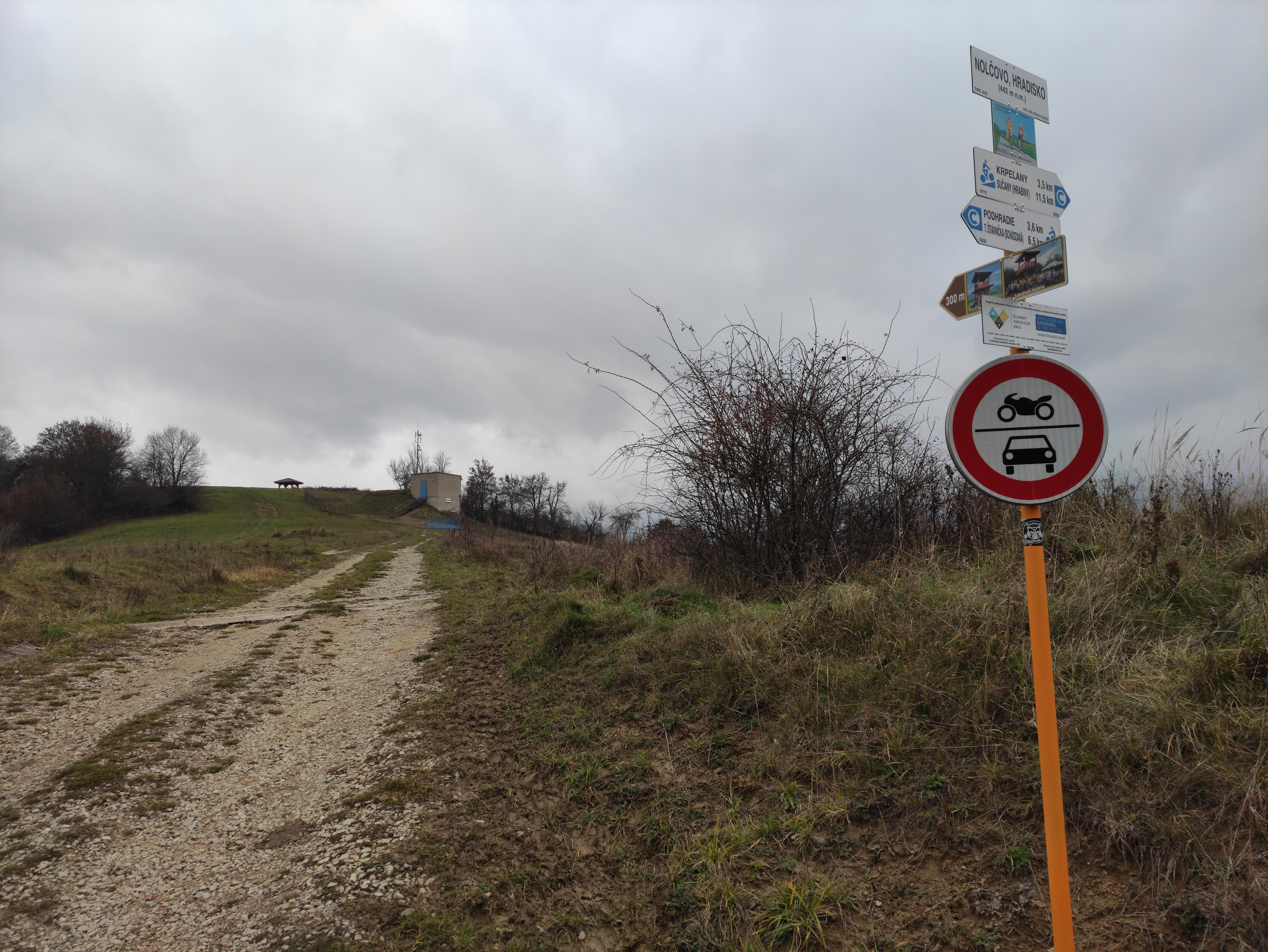
Turistický rozcestník u rozhledny
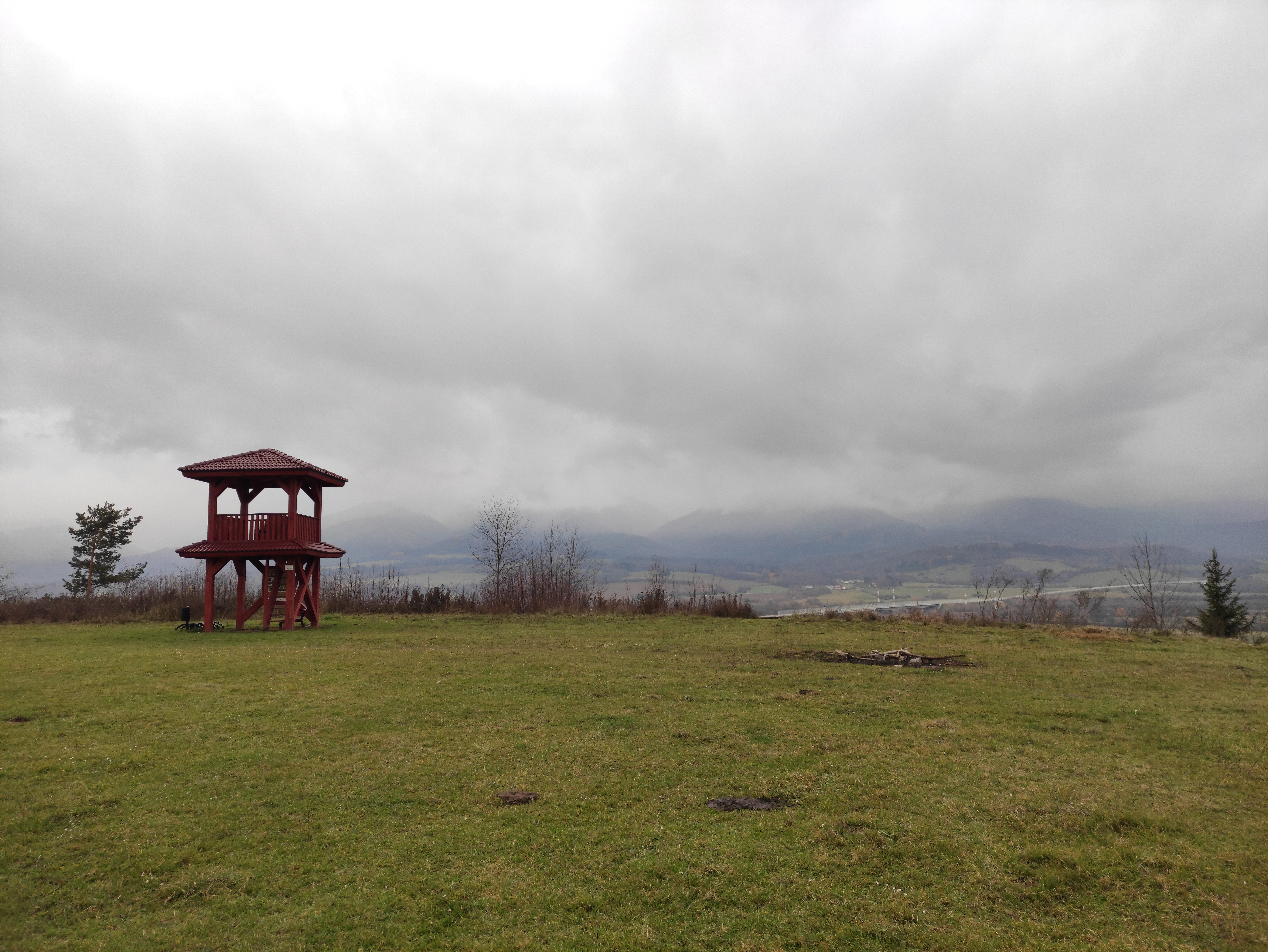
Umístění rozhledny v krajině
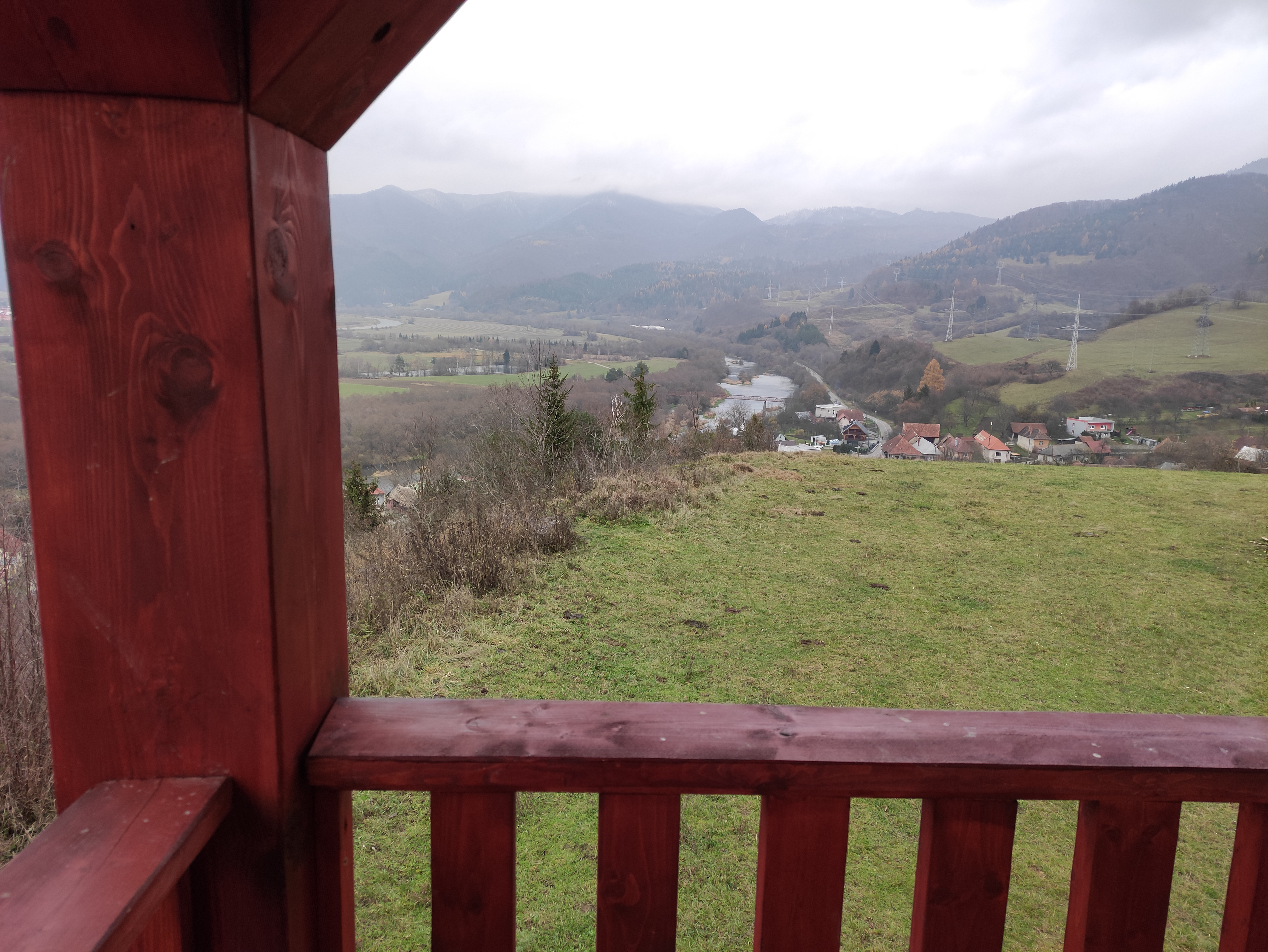
Výhled z rozhledny